# Sośnicowice
Sośnicowice este un oraș în Polonia.